# Карликовые хомячки
Карликовые хомячки (Baiomys) — это род хомячков из подсемейства неотомовых хомяков (Neotominae), которые являются самыми маленькими грызунами в Северной Америке. 

## Описание
Их длина тела  от 5 до 8 сантиметров, хвоста от 4 до 5 сантиметров. Вес всего от 7 до 8 грамм, мех коричневый сверху и серо-белый снизу. 
Ареал  простирается от южной окраины США через Мексику до Никарагуа. Здесь они живут в полупустынных районах, где ищут укрытие в кустарниках. Они питаются зелеными частями растений, а также в небольших количествах поедают семена и насекомых.
Карликовые хомячки могут размножаться круглый год. Срок беременности у них составляет 20 дней, после чего на свет появляется от 1 до 5 детенышей. В неволе самка принесла девять выводков всего за 200 дней. В природе молодые  живут  в гнезде, построенном из сухих листьев и стеблей растений, спрятанном в кустах или под ветками. Оба родителя заботятся о потомстве, которое в возрасте 30 дней в значительной степени становится самостоятельным. Продолжительность жизни карликовых хомячков в неволе составляла три года, а в дикой природе - меньше.
Выделяют два вида:
- Южный карликовый хомячок (Baiomys musculus), от юга Мексики до Никарагуа
- Северный карликовый хомячок (Baiomys taylori), северная Мексика, Техас, Оклахома, Аризона

Северный карликовый хомячок не встречался на территории  США вплоть до 1950-х годов, но с тех пор этот вид постоянно расширял свой ареал на север. Впервые его обнаружили в Нью-Мексико в 1990-х годах. Считается, что изменение ландшафтов из-за сельскохозяйственной деятельности человека благоприятно для расселения этого вида. 
Их ближайшими родственниками являются бурые хомячки (Scotinomys), вместе с которыми они образуют трибу Baiomyini внутри Neotominae.